# باتريك كابرال
باتريك كابرال (بالإسبانية: Patric Gabarron)‏ (17 أبريل 1993 مولة إسبانيا - ) هو لاعب كرة قدم إسباني، يلعب كمدافع.

## وصلات خارجية
باتريك كابرال على موقع الاتحاد الأوربي (الإنجليزية)
- باتريك كابرال على موقع قاعدة بيانات كرة القدم.إي يو (الإنجليزية)
- باتريك كابرال على موقع Soccerway.com (الإنجليزية)
- باتريك كابرال على موقع عالم كرة القدم.نت (الإنجليزية)
- باتريك كابرال على موقع AS.com (الإسبانية)